# Khūsf (ort i Iran)
Khūsf är en ort i Iran.   Den ligger i provinsen Khorasan, i den östra delen av landet, 800 km öster om huvudstaden Teheran. Khūsf ligger 1 327 meter över havet och antalet invånare är 3 186.
Terrängen runt Khūsf är platt åt nordväst, men åt sydost är den kuperad.Runt Khūsf är det glesbefolkat, med 12 invånare per kvadratkilometer. Khūsf är det största samhället i trakten. Trakten runt Khūsf är ofruktbar med lite eller ingen växtlighet.